# Biserica „Sfântul Nicolae” și „Nașterea Maicii Domnului” din Zlatna
Biserica „Sfântul Nicolae” și „Nașterea Maicii Domnului” din Zlatna este un monument istoric aflat pe teritoriul orașului Zlatna. În Repertoriul Arheologic Național, monumentul apare cu codul 1945.03.

## Istoric
Biserica a fost construită de comunitatea ortodoxă în a doua jumătate a secolului al XVIII-lea, după ce Biserica Adormirea Maicii Domnului devenise lăcaș al Bisericii Române Unite.

## Galerie de imagini

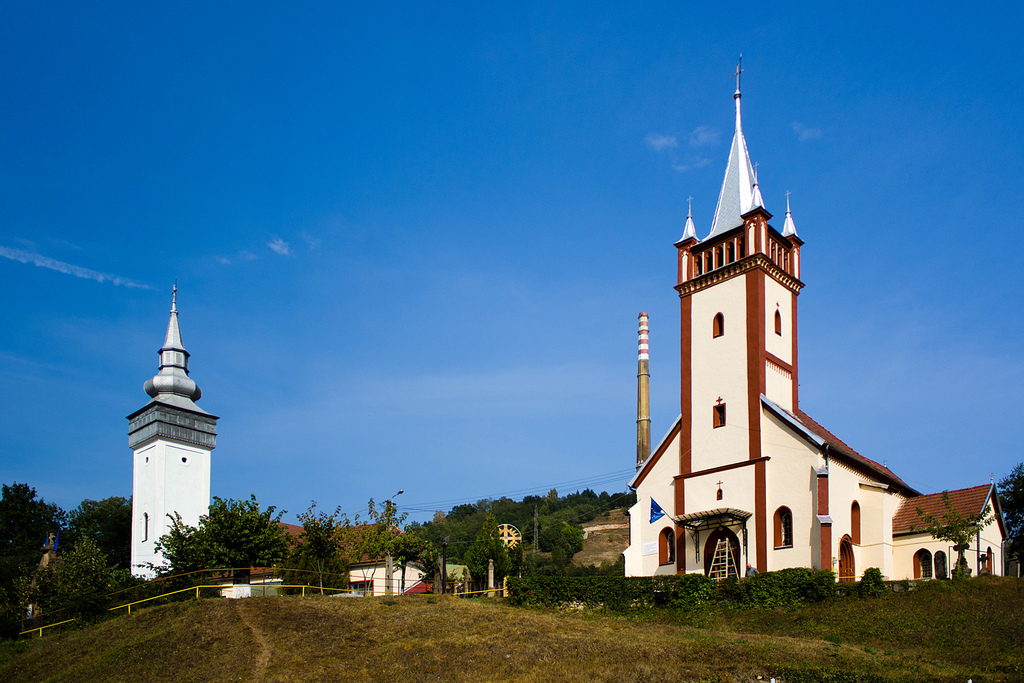
Biserica „Sfântul Nicolae” alături de „Biserica Adormirea Maicii Domnului” (de la stânga la dreapta).